# 미국 제5군단의 전투 서열
이 문서는 미국 육군 제5(V)군단의 시기별 전투 서열 목록이다.

## 제1차 세계 대전

### 뫼즈-아르곤느 공세
1918년 9월 26일, 군단장: 소장 조지 H. 캐머런
- 제37사단, 소장 Charles S. Farnsworth
- 제79사단, 소장 Joseph E. Kuhn
- 제94사단, 소장 William H. Johnston
- 제32사단, 소장 William G. Haan) - 예비대

1918년 11월 10일, 군단장: 찰스 P. 섬머올
- 제1사단, 소장 Edward McGlachlin
- 제2사단, 소장 John A. Lejeune
- 제29사단, 소장 Charles G. Morton
- 제80사단, 소장 Adelbert Cronkhite
- 제89사단

## 제2차 세계 대전

### 벌지 전투
- 제56통신대대
- 제102기병단 (기계화)
  - 제38기병정찰전대 (배속)
  - 제102기병정찰전대 (배속)
- 제613전차구축대대
- 제186야전포병대대
- 제196야전포병대대
- 제200야전포병대대
- 제955야전포병대대
- 제254공병전대대
- 야전포병단 (제751, 997야전포병대대)
- 제190포병단 (제62, 190, 272, 268야전포병대대)
- 제406포병단 (제76, 941, 953, 987야전포병대대)
- 제1111공병전투단 (제51, 202, 291, 296공병전투대대)
- 제1121공병전투단 (제146, 제254공병전투대대
- 제1195공병전투단
- 제134, 387, 445, 460, 461, 531, 602, 639, 863대항공기포병자동무기대대

## 냉전

### 1980년대

1980년대 제5, 7군단의 책임지역 경계선과 예하부대 분포도

- 제1보병사단
- 제4보병사단
- 제8보병사단
- 제10보병사단
- 제2기갑사단
- 제3기갑사단
- 제11기갑기병연대
- 제14기갑기병연대

### 1989년

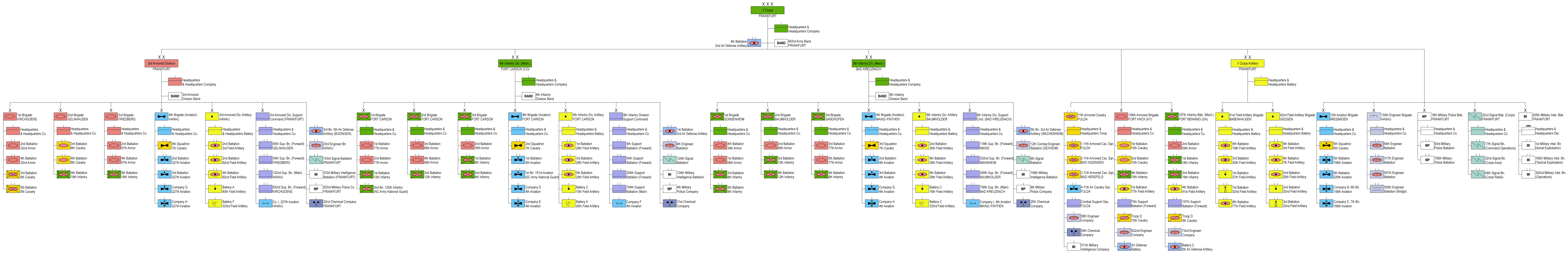

- 본부 및 본부대대
- 제3지원사령부
- 제3기갑사단
  - 제1여단
    - 제32기갑연대, 2대대
    - 제32기갑연대, 4대대
    - 제5기병연대, 3대대
    - 제5기병연대, 5대대

  - 제2여단
    - 제8기병연대, 3대대
    - 제8기병연대, 4대대
    - 제18보병연대, 5대대

  - 제3여단
    - 제67기갑연대, 2대대
    - 제67기갑연대, 4대대
    - 제36보병연대, 1대대

  - 제4여단 (항공)
    - 제7기병연대, 4전대
    - 제227항공연대, 2대대
    - 제227항공연대, 3대대
    - 제227항공연대, G중대
    - 제227항공연대, H중대

  - 제3기갑사단 포병대
    - 제3야전포병연대, 2대대
    - 제82야전포병연대, 2대대
    - 제82야전포병연대, 4대대
    - 제40야전포병연대, A포대
    - 제333야전포병연대, F포대

  - 제3기갑사단 지원사령부
  - 제23전투공병대대
  - 제533군사첩보대대
  - 제503헌병중대
  - 제22화학중대
- 제4보병사단
  - 제1여단
    - 제77기갑연대, 1대대
    - 제77기갑연대, 2대대
    - 제12보병연대, 1대대
    - 제12보병연대, 2대대

  - 제2여단
    - 제68기갑연대, 3대대
    - 제68기갑연대, 4대대
    - 제10보병연대, 4대대

  - 제3여단
    - 제40기갑연대, 4대대
    - 제8기갑연대, 1대대
    - 제8기갑연대, 2대대

  - 제4여단 (항공)
    - 제7기병연대, 2전대
    - 제4항공연대, 1대대
    - 제4항공연대, D중대
    - 제4항공연대, E중대

  - 제4보병사단 포병대
    - 제29야전포병연대, 1대대
    - 제29야전포병연대, 2대대
    - 제29야전포병연대, 5대대
    - 제10야전포병연대, C포대
    - 제26야전포병연대, A포대

  - 제4보병사단 지원사령부
  - 제3방공포병연대, 1대대
  - 제4전투공병대대
  - 제103군사첩보대대
  - 제4헌병중대
  - 제31화학중대
- 제8보병사단
  - 제1여단
    - 제68기갑연대, 1대대
    - 제68기갑연대, 4대대
    - 제8보병연대, 3대대
    - 제8보병연대, 5대대

  - 제2여단
    - 제68기갑연대, 2대대
    - 제13보병연대, 1대대
    - 제39보병연대, 1대대

  - 제3여단
    - 제68기갑연대, 5대대
    - 제77기갑연대, 5대대
    - 제8보병연대, 4대대

  - 제4여단 (항공)
    - 제7기병연대, 3전대
    - 제4항공연대, 2대대
    - 제4항공연대, 3대대
    - 제4항공연대, G중대
    - 제4항공연대, H중대

  - 제8보병사단 포병대
    - 제29야전포병연대, 2대대
    - 제29야전포병연대, 4대대
    - 제29야전포병연대, 6대대
    - 제18야전포병연대, C포대
    - 제333야전포병연대, C포대

  - 제8보병사단 지원사령부
  - 제59방공포병연대, 1대대
  - 제12전투공병대대
  - 제108군사첩보대대
  - 제8헌병중대
  - 제25화학중대
- 제11기갑기병연대
  - 제1전대
  - 제2전대
  - 제3전대
  - 제4항공전대
  - 제58전투공병중대
  - 방공포대
  - 군사첩보중대
- 제194기갑여단
  - 제10기병연대, 1대대
  - 제10기병연대, 2대대
  - 제15보병연대, 4대대
  - 제77야전포병연대, 1대대
  - 제10기병연대, D병대
  - 제522전투공병중대
- 제197보병여단
  - 제69기갑연대, 2대대
  - 제18보병연대, 2대대
  - 제18보병연대, 1대대
  - 제41야전포병연대, 4대대
  - 제15기병연대, A병대
  - 제72전투공병중대
- 제5군단 포병대, 본부 및 본부포대
  - 제41야전포병여단
    - 제32야전포병연대, 1대대
    - 제15야전포병연대, 2대대
    - 제7야전포병연대, 4대대
    - 제77야전포병연대, 4대대

  - 제42야전포병여단
    - 제27야전포병연대, 1대대
    - 제32야전포병연대, 2대대
    - 제3야전포병연대, 5대대
    - 제82야전포병연대, 6대대
- 제12전투항공여단
  - 제151항공연대, 1대대
  - 제229항공연대, 2대대
  - 제6기병연대, 5전대
  - 제158항공연대, 5대대
  - 항공대대
  - 항공대대
- 제130공병여단
  - 제54전투공병대대
  - 제317전투공병대대
  - 제547전투공병대대
  - 제559공병대대
- 제18헌병여단
  - 제93헌병대대
  - 제709헌병대대

### 1990년
- 본부 및 본부중대 - 프랑크푸르트암마인, C. W. 에이브럼스 단지
- 특수병력대대 (임시)[fn 1]
  - 본부 및 본부중대
  - 군악대
  - 제2방공포병, 4대대[fn 2]
- 제3기갑사단 - 프랑크푸르트암마인, 드래이크 막사 / 에드워즈 막사
  - 제1여단
  - 제2여단
  - 제3여단
  - 항공여단
    - 제12기병, 3전대
    - 제227항공, 2대대 (공격헬기)
    - 제227항공, 3대대 (공격헬기)
    - 제227항공, H중대 (전투항공)
    - 제227항공, G중대 (종합지원)

  - 사단 포병대
  - 사단 지원사령부
  - 제3기갑사단 군악대
- 제8보병사단 (기계화) - 바트크로이츠나흐
  - 제1여단
  - 제2여단
  - 제3여단
  - 제4여단 (항공)
  - 사단 포병대
  - 사단 지원사령부
  - 제8보병사단 군악대
- 제11기갑기병연대, HHT - 훌다 갭
  - 제1,2,3,4(항공)전대
  - 전투근무지원전대
  - 제511군사첩보중대
  - 제54화학중대
  - 제58공병중대
- 군단 포병대, HHB - 프랑크푸르트암마인
  - 제41야전포병여단, HHB
    - 제32야전포병, 1대대 (랜스)
    - 제18야전포병, 4대대 (8 인치)
    - 제77야전포병, 4대대 (8 인치)
    - 제75야전포병, 2대대 (155 mm)
    - 제27야전포병, 1대대 (MLRS)

  - 제42야전포병여단, HHB
    - 제32야전포병, 2대대 (랜스)
    - 제32야전포병, 3대대 (랜스)
    - 제3야전포병, 5대대 (8 인치)
    - 제20야전포병, 2대대 (8 인치)
    - 제7야전포병, 4대대 (8 인치)
- 제3군단지원사령부 - 비스바덴 공군기지
  - 제16지원단, HHC
    - 제8정비대대
    - 제19정비대대
    - 제85정비대대
    - 제142보급근대대

  - 제68의무단
  - 특수병력대대
  - 제181수송대대
  - 제15병기대대
  - 제158항공, 8대대 (항공중간정비)
- 제12항공여단, HHC - 비스바덴 공군기지
  - 제6기병, 5전대
  - 제158항공, 5대대
    - 6대대 B중대
    - 7대대 C중대
- 제18군사경찰여단, HHC - 프랑크푸르트암마인 깁스 막사
  - 제709군사경찰대대
  - 제93군사경찰대대
- 제22통신여단, HHC - 다름슈타트
  - 제17통신대대
  - 제32통신대대
  - 제440통신대대
- 제130공병여단, HHC - 하나우
  - 제54전투공병대대
  - 제317전투공병대대
  - 제547전투공병대대
  - 제568공병중대 (전투지원장비)
  - 제814공병중대 (강습부교)
  - 제516공병중대 (중형 Girder 교)
  - 제8591민간지원단 (배속)
- 제205군사첩보여단, HHC - 프랑크푸르트암마인 C.W. 에이브럼스 빌딩
  - 제1군사첩보대대 (항공 개척)
  - 제165군사첩보대대 (기술 개척)
  - 제302군사첩보대대 (작전)
- 제5인사단, HHD - 프랑크푸르트암마인 C.W. 에이브럼스 빌딩
  - 제1인사대대 (임시)
  - 제2인사대대 (임시)
  - 제52인사근무중대
  - 제55인사근무중대
  - 제177인사근무중대
  - 제178인사근무중대
  - 제198인사근무중대
  - 제257인사근무중대
  - 제258인사근무중대
  - 제259인사근무중대
  - 제261인사근무중대
  - 제368인사근무중대
  - 제369인사근무중대
  - 제378인사근무중대
  - 제400인사근무중대
  - 제520인사근무중대
  - 제569인사근무중대
  - 제574인사근무중대
  - 제575인사근무중대
  - 제64보충분견대
- 제5재무단 - 프랑크푸르트암마인 C.W. 에이브럼스 빌딩
  - 제3재무지원부대
  - 제8재무지원부대
  - 제14재무지원부대
  - 제17재무지원부대
  - 제22재무지원부대
  - 제29재무지원부대
  - 제78재무지원부대
  - 제105재무지원부대
  - 제106재무지원부대
  - 제117재무지원부대
  - 제201재무지원부대
  - 제208재무지원부대
  - 제501재무지원부대
  - 제503재무지원부대
- 제4항공지원전대(USAF)[fn 3] - 프랑크푸르트암마인 C.W. 에이브럼스 빌딩

## 2000년
- 본부 및 본부중대
- 특수병력대대 (임시); ? ~ 2013년, 해산
  - 본부 및 본부중대
  - 군악대
- 제1기갑사단;[fn 4]
  - 제1여단
  - 제2여단
  - 제3여단
  - 제4여단 (항공)
  - 사단 포병대
  - 사단 지원사령부
  - 사단 공병여단
  - 제1기갑사단 군악대
- 제1보병사단;[fn 5]
  - 제1여단
  - 제2여단
  - 제3여단
  - 제4여단 (항공)
  - 사단 포병대
  - 사단 지원사령부
  - 사단 공병여단
  - 제1보병사단 군악대
- 군단 포병대, HHB - 슈베칭겐
  - 제41야전포병여단, HHB
    - 제27야전포병, 1대대 (MLRS)
- 제3군단지원사령부 - 비스바덴 공군기지
  - 제7군단지원단, HHC
    - 제71군단지원대대
    - 제159항공, 7대대 (항공중간정비)

  - 제16지원단, HHC
    - 제18군단지원대대
    - 제485군단지원대대

  - 제19군단물자관리원
  - 제27수송대대
  - 특수병력대대
- 제11항공단, HHC - Illesheim
  - 제6기병, 2전대 (공격)
  - 제6기병, 6전대 (공격)
- 제12전투항공여단 - 비스바덴 공군기지
  - 제58기병, 3대대
  - 제158기병, 5대대
- 제18헌병여단 - 만하임
- 제22통신여단 - 다름슈타트[fn 6]
  - 제17통신대대
  - 제32통신대대
  - 제440통신대대
- 제30의무여단 - 하이델베르크-Rohbach
  - 제93의무대대 (직접지원)
  - 제226의무대대 (군수)
  - 제421의무대대 (후송)
  - 제67전투지원병원
  - 제212외과병원
  - 제의무분견대 (수의 HQ)
  - 제의무분견대 (수의 소형)
  - 제의무분견대 (수의 소형)
  - 제의무분견대 (수의 근무)
  - 제의무분견대 (수의 근무)
  - 제의무분견대 (수의학)
- 제69방공포병여단, HHB - Giebelstadt
  - 제7방공포병, 5대대 (패트리어트)
  - 제52방공포병, 6대대 (패트리어트)
  - 제549정비중대
- 제130공병여단, HHC - 하나우
  - 제94전투공병대대 (건설)
  - 제54전투공병대대 (기계화)
  - 제565전투공병대대 (임시)
- 제205군사첩보여단, HHC - 비스바덴 공군기지
  - 제1군사첩보대대 (항공 개척)
  - 제165군사첩보대대 (기술 개척)
  - 제302군사첩보대대 (작전)
- 제4항공지원전대(USAF) - 하이델베르크 캠벨 막사

## 이라크 전쟁
군단장: 중장 윌리엄 S. 왈라스(William S. Wallace)
- 제5군단 포병대
  - 제41야전포병여단
    - 제18야전포병연대, 2대대
    - 제27야전포병연대, 1대대

  - 제17야전포병여단
    - 제12야전포병연대 1대대
    - 제3야전포병연대 5대대
    - 제18야전포병연대 3대대
    - 제27야전포병연대, 6대대
- 제31방공포병여단 (OPCON)
  - 제52방공포병연대, 5대대
  - 제52방공포병연대, 6대대
- 제12항공여단
  - 제228항공연대, 2대대
  - 제158항공연대, 3대대
  - 제158항공연대 5대대
- 제11항공연대 (공격 헬리콥터)
  - 제6기병연대, 6전대 (공격 헬리콥터)
- 제130공병여단
  - 제168공병단
  - 제265공병단
  - 제937공병단
  - 제724공병대대
    - 제1092공병대대
    - 제54공병대대
    - 제565공병대대 (임시)

  - 제864공병대대
    - 제142공병대대
    - 제94공병대대
    - 제878공병대대 (임시)
- 제205군사첩보여단 (-)
  - 제1군사첩보대대
  - 제302군사첩보대대
  - 제165군사첩보대대 (-)
  - 제223군사첩보대대 (언어학)
  - 제224군사첩보대대
  - 제323군사첩보대대 (-)
  - 제325군사첩보대대 (-)
  - 제519군사첩보대대 (-)
- 제220헌병여단 (OPCON); 2003년 2월 ~ 2004년 2월
  - 제118헌병대대
  - 제504헌병대대
  - 제607헌병대대
  - 제293보병연대, 1대대
- 제800헌병여단 (억류 및 재정착) (OPCON)
  - 제115헌병대대
  - 제320헌병대대
  - 제324헌병대대
  - 제400헌병대대
  - 제530헌병대대
  - 제724헌병대대
  - 제744헌병대대
- 제22통신여단 (OPCON)
  - 제17통신대대
  - 제32통신대대
  - 제440통신대대
  - 제51통신대대
  - 제23통신대대
- 제3병기대대 (OPCON)
- 제79병기대대 (OPCON)
- 제352민사사령부
  - 제308민사여단
- 제335전구통신사령부 (TACON)
  - 제86통신대대
  - 제63통신대대
  - 제504통신대대
  - 제151통신대대
  - 제40통신대대
  - 제9심리작전대대
- 제2화학대대
- 제18근무지원단
  - 제90인사근무대대
  - 제24인사근무대대
  - 제546인사근무대대
  - 제208재무대대

## 2011년

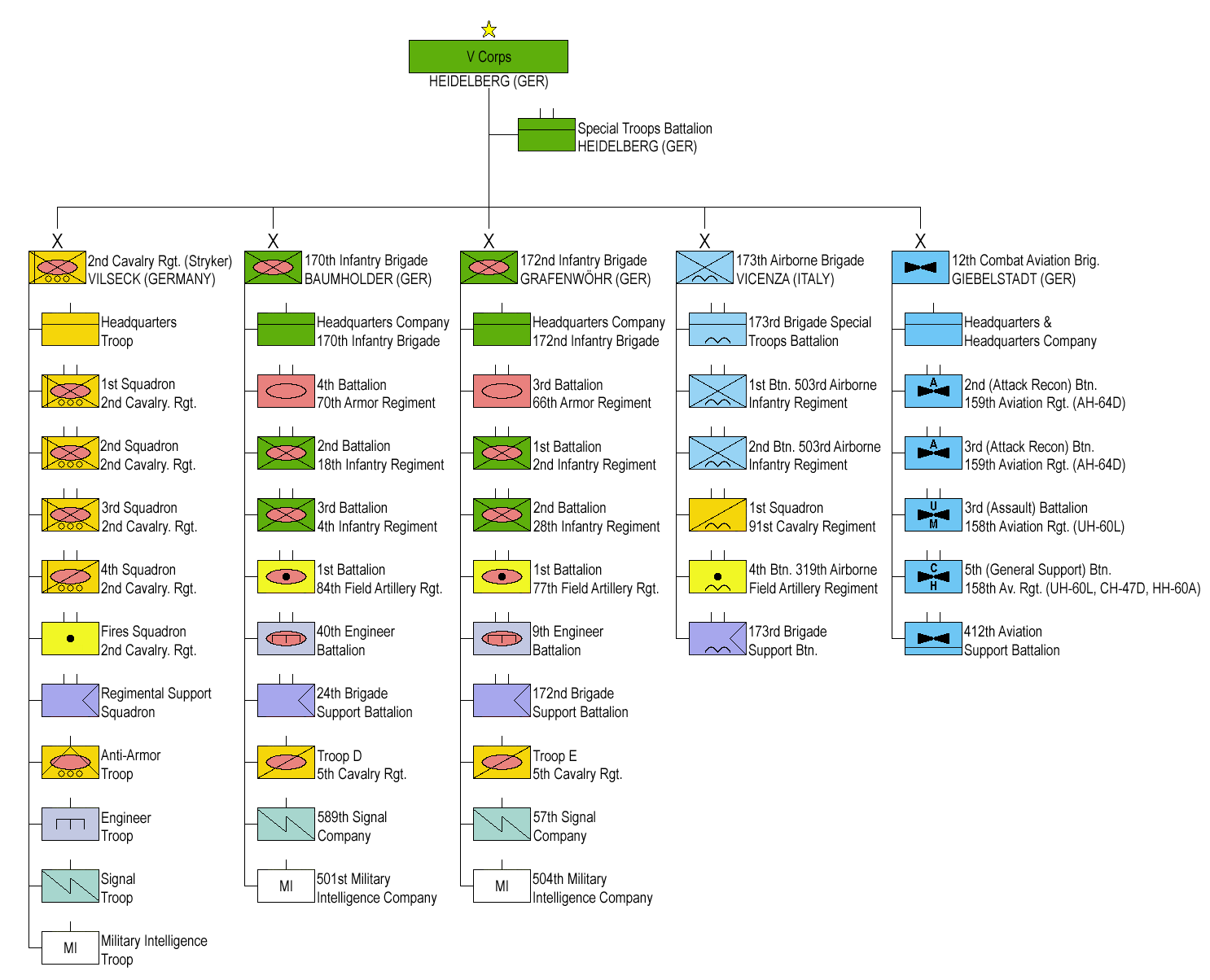
제5(V)군단의 2차 해산 직전의 전투서열 도표

제5(V)군단이 해산한 뒤, 예하부대는 미국 유럽 육군으로 전속되었다.
- 제2기병연대
  - 제1전대
  - 제2전대
  - 제3전대
  - 제4전대
  - 화력전대
  - 연대지원전대
  - 대기갑병대
  - 공병병대
  - 통신병대
  - 군사첩보병대
- 제170보병여단
  - 제70기갑연대, 4대대
  - 제18보병연대, 2대대
  - 제4보병연대, 4대대
  - 제84포병연대, 1대대
  - 제40공병대대
  - 제24여단지원대대
  - 제5기병연대, D병대
  - 제589통신중대
  - 제501군사첩보중대
- 제172보병여단
  - 제66기갑연대, 3대대
  - 제2보병연대, 1대대
  - 제2보병연대, 2대대
  - 제77포병연대, 1대대
  - 제9공병대대
  - 제172여단지원대대
  - 제5기병연대, E병대
  - 제57통신중대
  - 제504군사첩보중대
- 제173공수여단전투단
  - 제503공수보병연대, 1대대
  - 제503공수보병연대, 2대대
  - 제91기병연대, 1전대
  - 제319공수야전포병연대,  4대대
  - 제173여단지원대대
- 제12전투항공여단
  - 제159항공연대, 2대대
  - 제159항공연대, 3대대
  - 제158항공연대, 3대대
  - 제158항공연대, 5대대
  - 제412여단지원대대
- 제4전장협조분견대
- 제617공중지원작전비행전대 (ASOS), 공군 지원대

## 참고

### 인용
1. ↑  Kirkpatrick 2006, 581-587(607-613)쪽.
2. ↑  Kirkpatrick 2006, 588-593(614-619)쪽.

### 자료
- Kirkpatrick, Charles E. (2006). “"Ruck it Up!": The Post-Cold war Transformation of V Corps, 1990-2001”. Center of Military History. 2017년 8월 31일에 원본 문서에서 보존된 문서. 2020년 2월 13일에 확인함.